# 下館駅

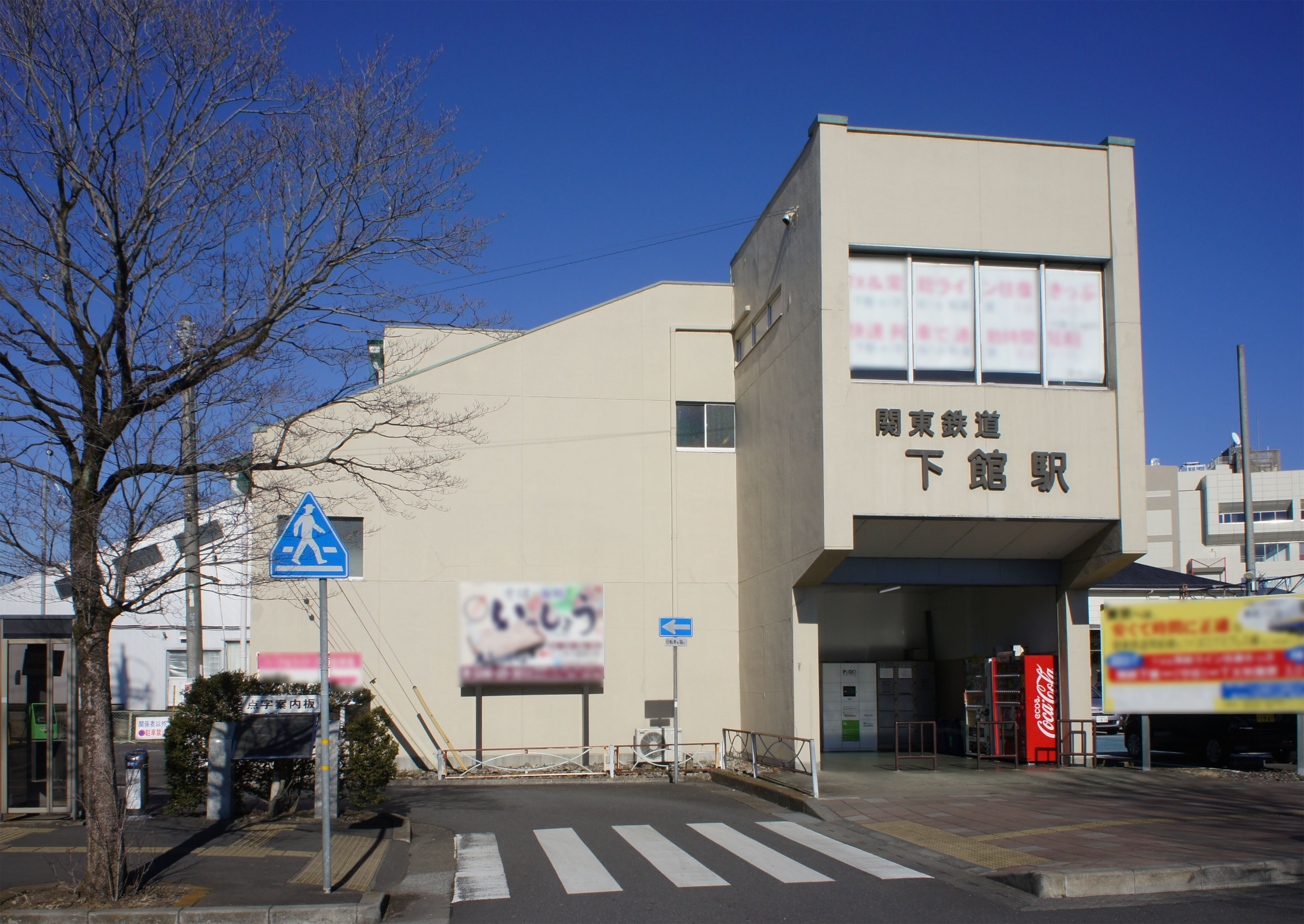
南口（2022年1月）

下館駅（しもだてえき）は、茨城県筑西市乙にある東日本旅客鉄道（JR東日本）・日本貨物鉄道（JR貨物）・真岡鐵道・関東鉄道の駅。筑西市の代表駅である。

## 乗り入れ路線
JR東日本・JR貨物の水戸線（旅客営業を行うJR東日本が第一種鉄道事業者、貨物営業を行うJR貨物が第二種鉄道事業者）、真岡鐵道の真岡線、関東鉄道の常総線が乗り入れ、接続駅かつ共同使用駅となっている。真岡線は当駅が起点、常総線は当駅が終点である。
真岡線は元々は水戸線ともども日本国有鉄道（国鉄）の路線であったため、当駅は国鉄（→JR）と関東鉄道の2社共同使用駅であった。しかし、真岡線が第2次特定地方交通線に指定され、国鉄分割民営化の1年後の1988年に真岡鐵道に転換され、3社の共同使用駅となった。
水戸線の列車はほとんどが小山 - 友部間を直通するが、上り下りとも当駅始発・当駅止まりの区間列車が一部ある。真岡線では通年の土休日や長期休暇シーズンに走る「SLもおか」が当駅を発着する。

## 歴史
- 1889年（明治22年）1月16日：水戸鉄道 小山駅 - 水戸駅間開通と同時に開業[4]。
- 1892年（明治25年）3月1日：水戸鉄道が日本鉄道に譲渡されたことにより、同社の駅となる。
- 1906年（明治39年）11月1日：日本鉄道が鉄道国有法により国有化、官設鉄道（→日本国有鉄道）の駅となる[4]。
- 1912年（明治45年）4月1日：真岡軽便線（現・真岡鐵道真岡線）当駅 - 真岡駅間が開通[2]。
- 1913年（大正2年）11月1日：常総鉄道（現・関東鉄道常総線）取手駅 - 当駅間が開通[3]。
- 1937年（昭和12年）4月：現在の北口駅舎が竣工する。
- 1963年（昭和38年）11月1日：電報取扱廃止[5]。
- 1976年（昭和51年）：
  - 南口を開設[6]。
  - 5月25日：第27回全国植樹祭に行幸啓した昭和天皇、香淳皇后が乗車するお召し列車が下館駅発、原宿駅着で運転[7]。
- 1984年（昭和59年）2月1日：荷物扱い廃止[4]。
- 1985年（昭和60年）4月26日：昭和天皇が乗車するお召し列車が下館駅発、原宿駅着で運転[8]。
- 1987年（昭和62年）4月1日：国鉄分割民営化により、国鉄の駅はJR東日本とJR貨物の駅となる[4]。
- 1988年（昭和63年）4月11日：JR真岡線廃止、真岡鐵道真岡線に転換[9]。
- 1992年（平成4年）10月1日：JRが南口にみどりの窓口を設置[10]。
- 1997年（平成9年）3月22日：貨物列車の設定を廃止[4]。
- 1998年（平成10年）3月4日：JRが自動改札機を設置し、供用開始[11]。
- 2005年（平成17年）8月24日：常総線で快速列車の運行開始[12]。
- 2006年（平成18年）4月1日：南口の改札業務がJRから関東鉄道に移行。これにより南口のみどりの窓口の営業は終了。
- 2008年（平成20年）3月13日：北口びゅうプラザとみどりの窓口を旅行カウンターとして統合。指定席券売機導入。
- 2009年（平成21年）3月14日：水戸線ホームに発車メロディを導入。
- 2013年（平成25年）12月27日：跨線橋のエレベーター使用開始[13]。
- 2015年（平成27年）6月30日：びゅうプラザの営業を終了。

## 駅構造
島式ホーム2面4線と単式ホーム1面1線、単式ホームの西側を切り欠いた切欠きホーム1線、合計3面6線のホームをもつ地上駅になっている。木造駅舎を有する。1番線から6番線まで、北側から順に番号が振られている。切欠きホームの1番線を真岡鐵道、単式ホームの2番線と島式ホームの3・4番線をJR東日本、島式ホームの5・6番線を関東鉄道が使用する。
1・2番線に隣接する北口と、5・6番線上空にある南口の2か所の駅舎（改札口）を有する。改札口は3社線共用である（ただし精算が必要な際などにはどちらかの駅舎でしか受け付けていない場合もある）。各ホームは跨線橋で結ばれ、北口側の1・2番線ホームと3・4番線ホームにはエレベーターも設置されているが、5・6番線ホームおよび南口側には設置されていない。
関鉄常総線のホーム上には中間改札窓口があり、終日に渡って係員が配置され、関鉄常総線乗車券の改集札や精算を行う。ホーム出入口には簡易IC改札機があり、北口・南口・真岡鐵道線ホームから交通系ICカードで入場して関鉄常総線を利用する場合、ここで再度タッチを行う必要がある（逆も同様）。なお関鉄常総線は交通系ICカード全国相互利用サービスの対象外であるため、ICカードはPASMO・Suicaのみ利用可能となっている。
真岡鐵道線のホーム上ではSLもおか発車前や益子陶器市開催時などには真岡鐵道の社員が配置され、乗車券・SL整理券の発売や精算を行っている。またICカード圏外となる真岡鐵道線ホーム上にはJR線・関鉄常総線入出場専用の簡易IC改札機がある。
北口駅舎
JR東日本所有の地上駅舎で、交通系ICカード対応の自動改札機・みどりの窓口・JRの通常の券売機と指定席券売機が設置されている。JR駅としては水戸統括センターの直営駅。管理駅であり、小田林駅 - 羽黒駅間の各駅を管理している。
関鉄常総線・真岡鐵道線の普通乗車券は券売機で購入でき、真岡鐵道線の回数券・定期券やSLもおか整理券はみどりの窓口で購入できる。関鉄常総線の定期券・回数券・企画乗車券（「TX＆常総ライン往復きっぷ」など）は北口駅舎では購入できない。
南口駅舎
関鉄所有の橋上駅舎で、跨線橋に接続しており、出改札窓口と簡易IC改札機（全国相互利用サービス対応）がある。券売機は関鉄のものとJRの通常の券売機が設置されており、真岡鐵道線の普通乗車券はJRの券売機で購入できる。
交通系ICカードへのチャージは関鉄の券売機のみで可能（PASMO・Suicaのみ）。また窓口では関東鉄道が受託運行している筑西市バスの定期券等の申し込みを受け付けている。

### のりば
| 番線 | 会社     | 路線    | 方向                         | 行先                         | 備考         |
| ---- | -------- | ------- | ---------------------------- | ---------------------------- | ------------ |
| 1    | 真岡鐵道 | ■真岡線 | 真岡・益子・茂木方面         | 真岡・益子・茂木方面         |              |
| 2    | JR東日本 | ■水戸線 | 下り                         | 友部・水戸方面               |              |
| 2    | JR東日本 | ■水戸線 | 上り                         | 結城・小山方面               | 一部列車のみ |
| 3    | JR東日本 | ■水戸線 | 上り                         | 結城・小山方面               |              |
| 4    | JR東日本 | ■水戸線 | 上り                         | 結城・小山方面               |              |
| 5    | 関東鉄道 | ■常総線 | 下妻・水海道・守谷・取手方面 | 下妻・水海道・守谷・取手方面 |              |
| 6    | 関東鉄道 | ■常総線 | 下妻・水海道・守谷・取手方面 | 下妻・水海道・守谷・取手方面 |              |

（出典：JR東日本:駅構内図）
- JRは小山寄りに留置線を有し、夜間滞泊が設定されている。

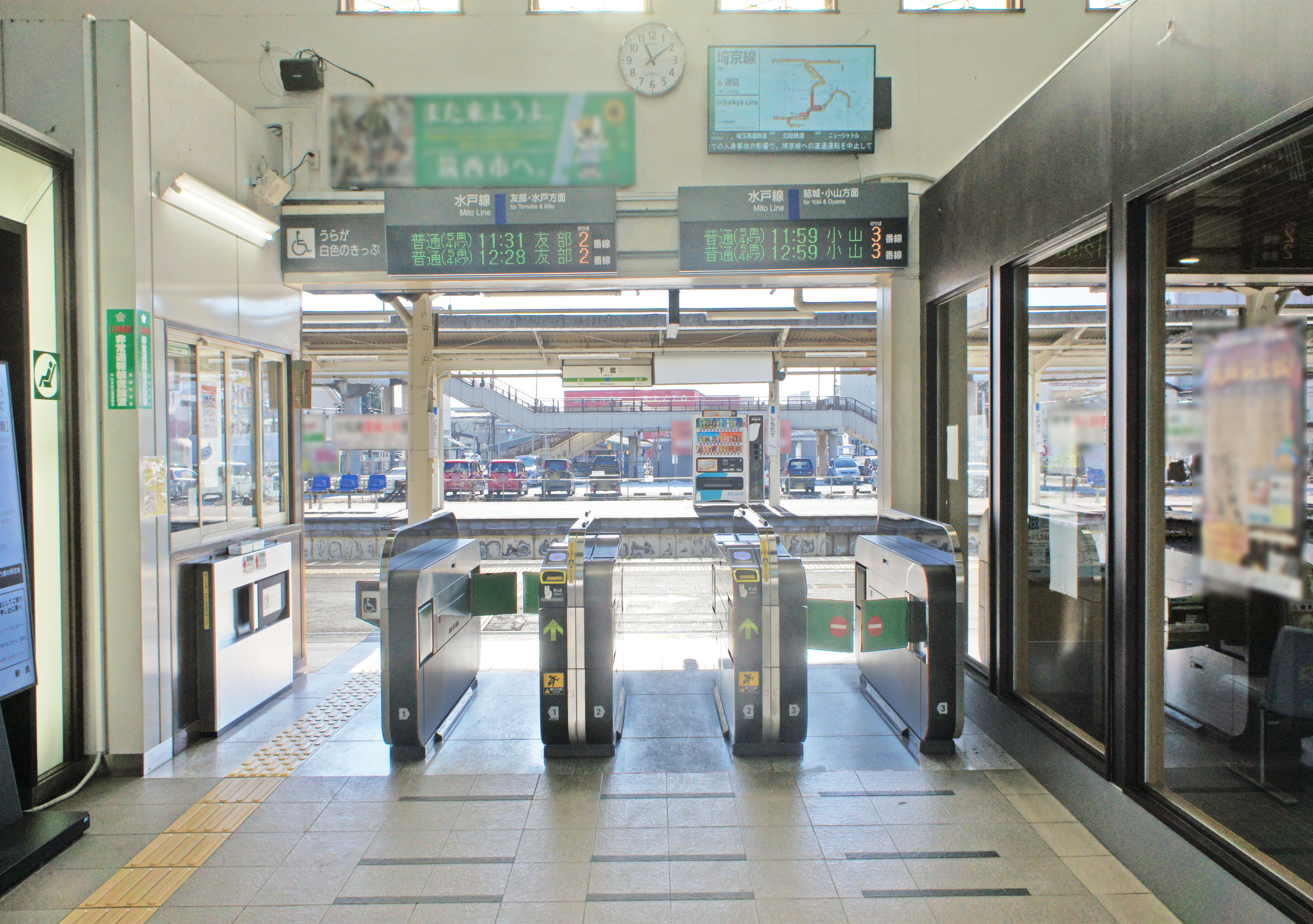
北口改札口（2022年1月）
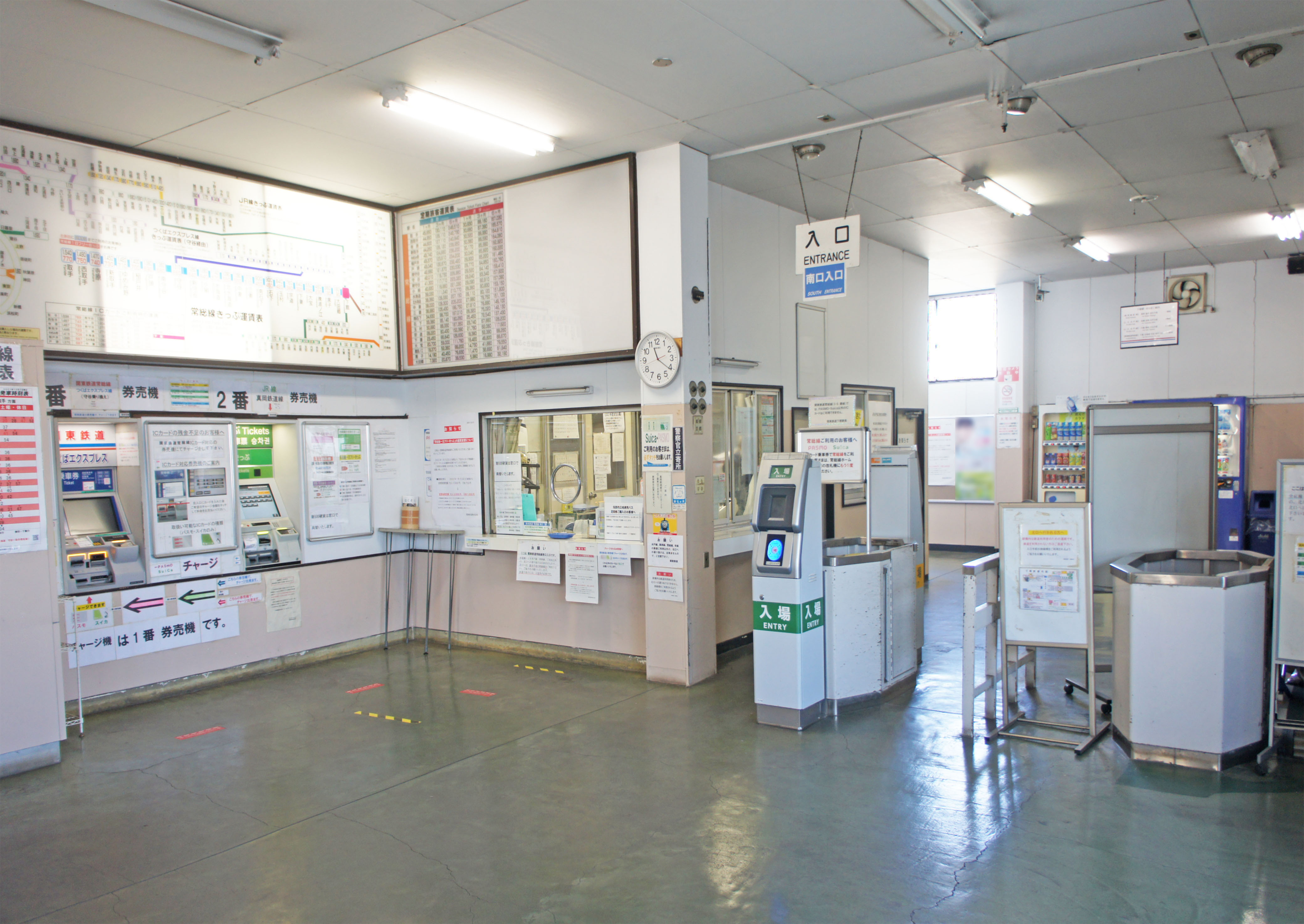
南口改札口（2022年1月）
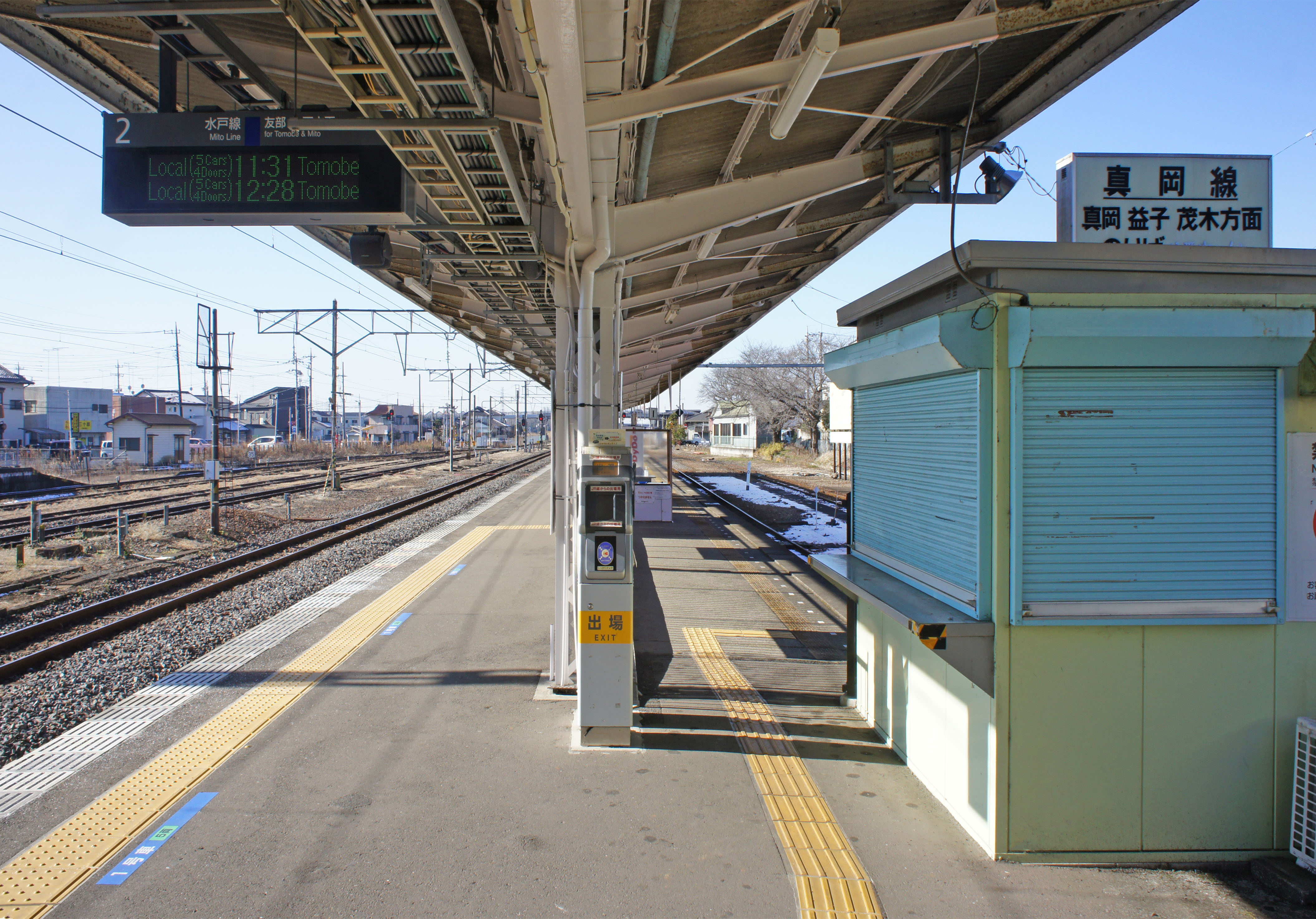
1・2番線ホームと真岡鐵道線中間改札窓口（2022年1月）
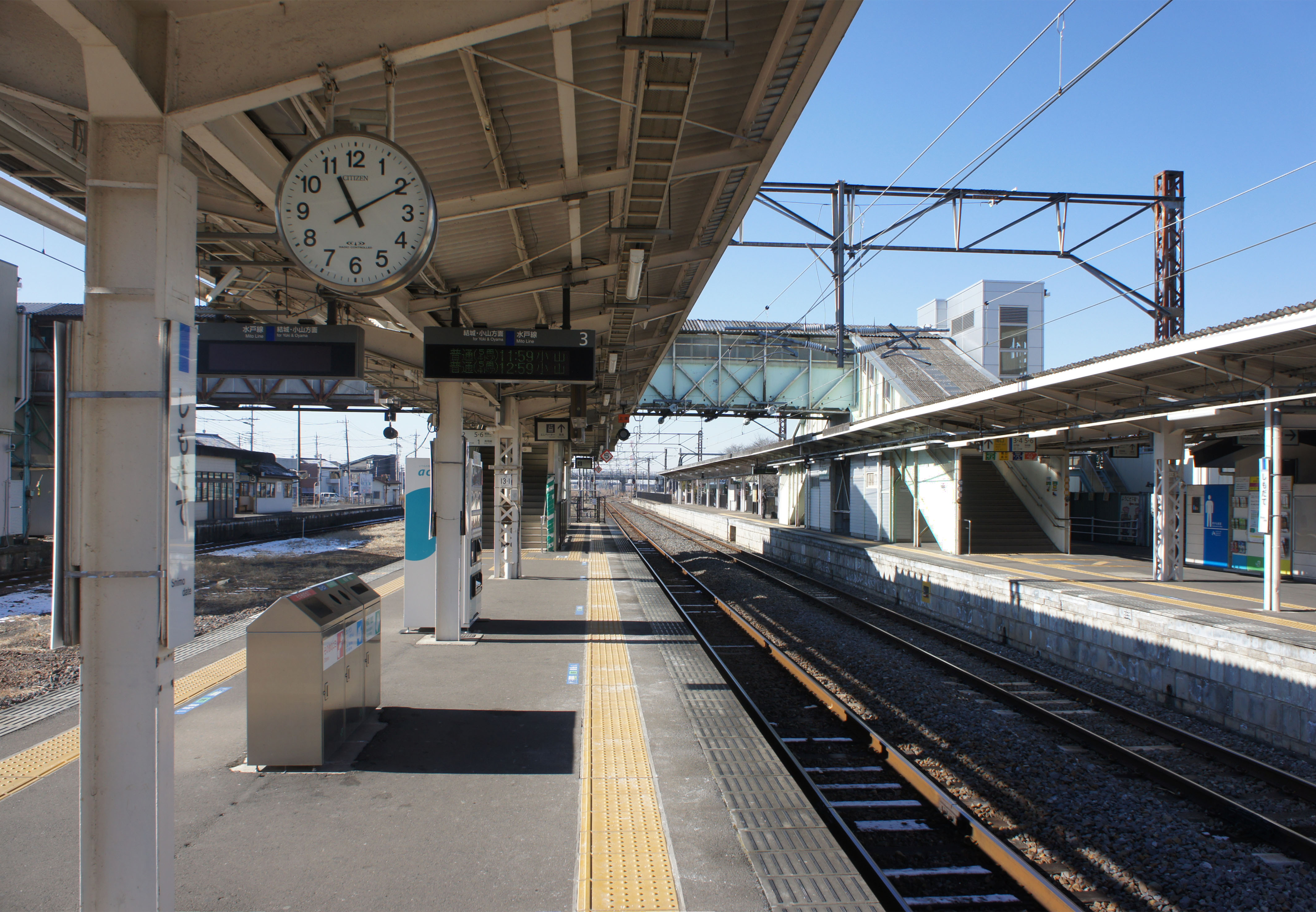
2 - 4番線ホーム（2022年1月）
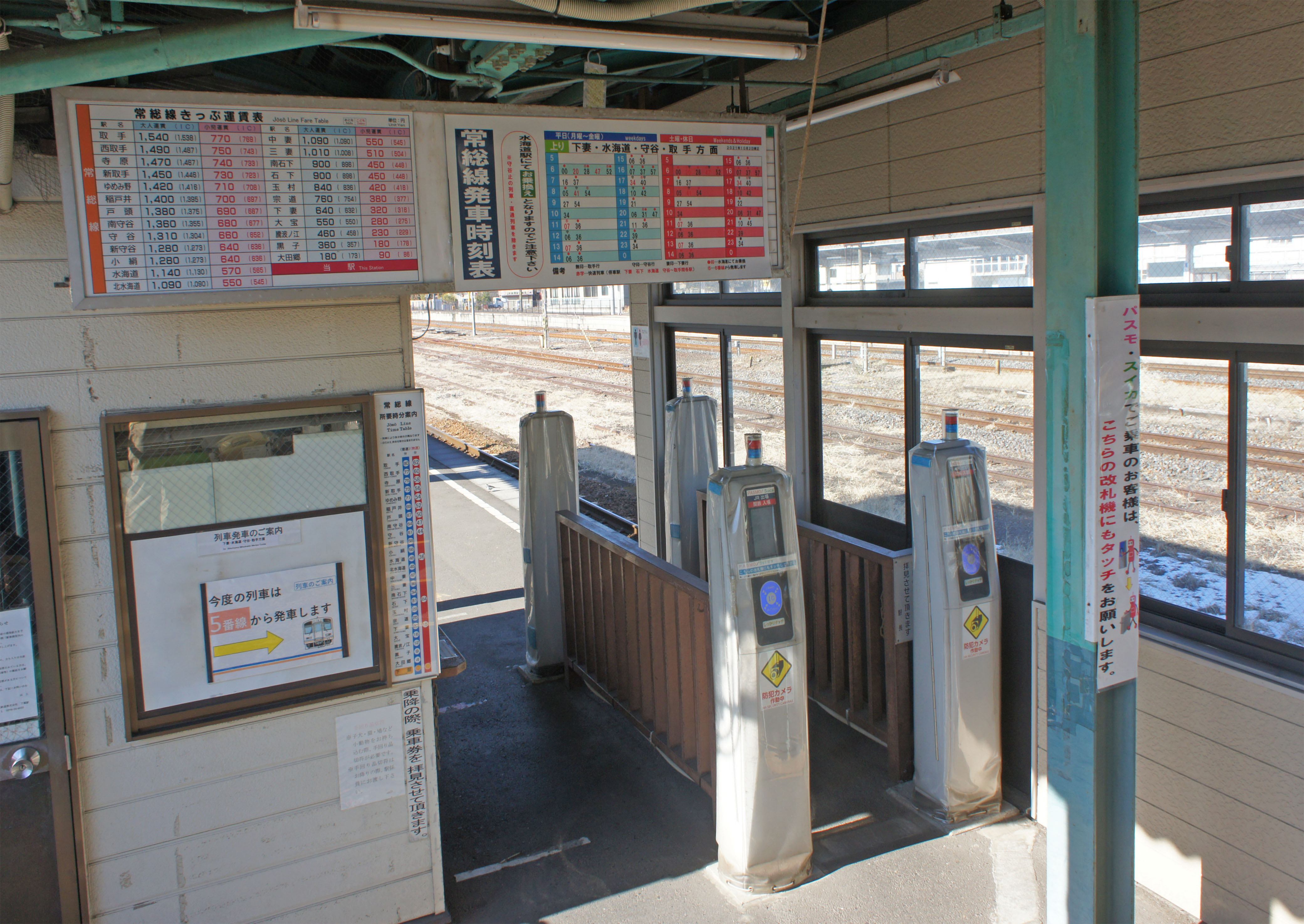
関鉄常総線中間改札口（2022年1月）
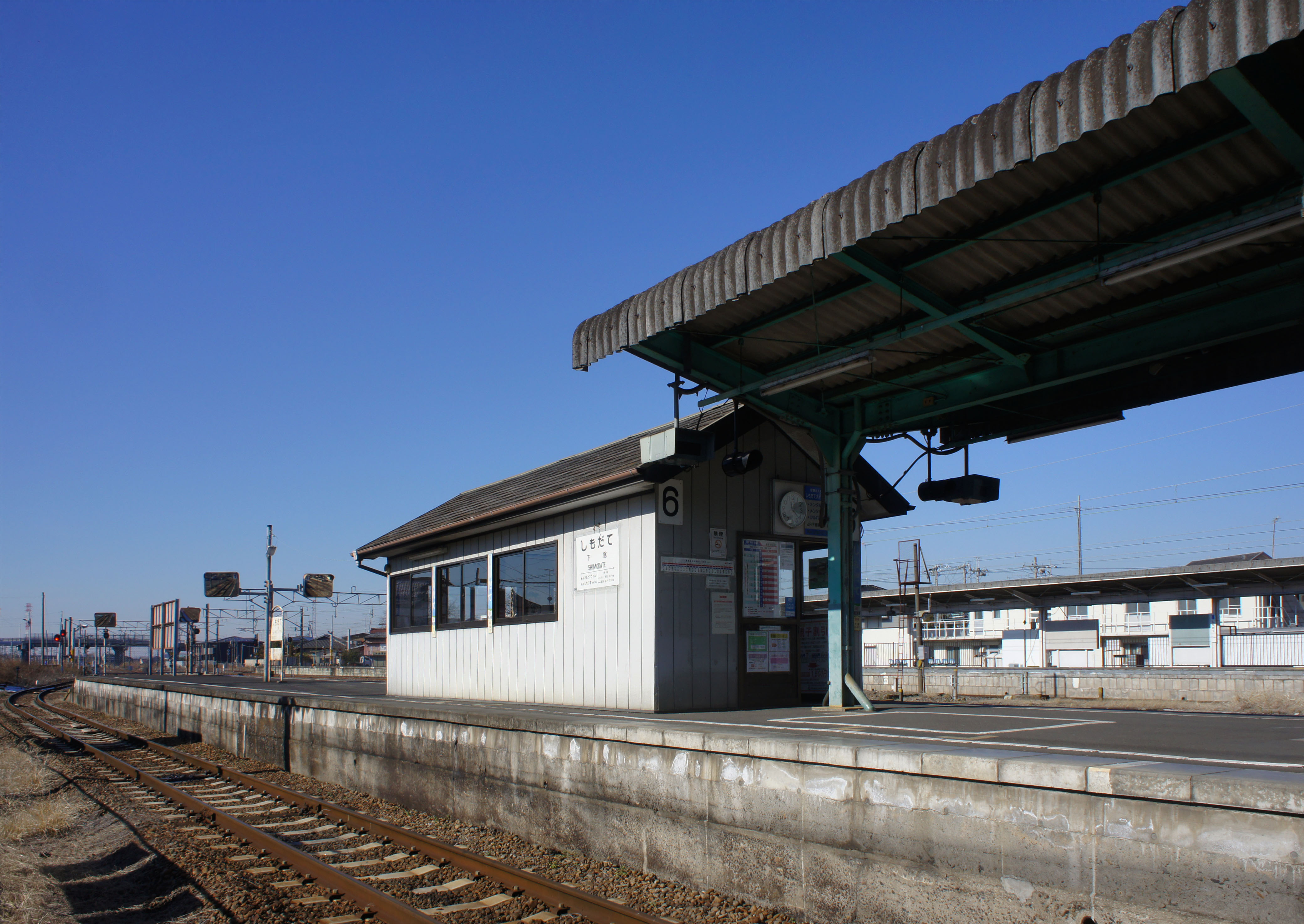
5・6番線ホーム（2022年1月）

## 貨物取扱
JR貨物の駅は、車扱貨物の臨時取扱駅となっている。定期の貨物列車の発着はないが、関東鉄道常総線や真岡鐵道への車両を輸送する甲種輸送列車が発着する。
かつては駅の友部寄りにミツウロコ専用線があった。また、北口駅舎の東側には過去に荷役設備が存在し、現在その跡地の一部は関連会社のジェイアール貨物・不動産開発が管理する月極駐車場となっている。

## 利用状況

### 年度別1日平均乗車人員（1998年度以降）
- JR東日本 - 2023年度（令和5年度）の1日平均乗車人員は2,943人である[JR東 1]。
- 関東鉄道 - 2021年度（令和3年度）の1日平均乗車人員は534人である[筑西 1]。
- 真岡鐵道 - 2021年度（令和3年度）の1日平均乗車人員は239人である[筑西 1]。

1998年度（平成10年度）以降の推移は以下のとおりである。
| 1日平均乗車人員推移 | 1日平均乗車人員推移 | 1日平均乗車人員推移 | 1日平均乗車人員推移 |
| 年度                | JR東日本            | 関東鉄道            | 真岡鐵道            |
| ------------------- | ------------------- | ------------------- | ------------------- |
| 1998年（平成10年）  | 4,885               | 687                 |                     |
| 1999年（平成11年）  | 4,748               | 655                 |                     |
| 2000年（平成12年）  | 4,530               | 631                 |                     |
| 2001年（平成13年）  | 4,450               | 588                 |                     |
| 2002年（平成14年）  | 4,261               | 517                 |                     |
| 2003年（平成15年）  | 4,129               | 476                 |                     |
| 2004年（平成16年）  | 4,027               | 500                 |                     |
| 2005年（平成17年）  | 3,928               | 539                 |                     |
| 2006年（平成18年）  | 3,737               | 596                 |                     |
| 2007年（平成19年）  | 3,727               | 645                 |                     |
| 2008年（平成20年）  | 3,686               | 681                 |                     |
| 2009年（平成21年）  | 3,548               | 602                 | 306                 |
| 2010年（平成22年）  | 3,450               | 443                 | 375                 |
| 2011年（平成23年）  | 3,332               | 521                 | 358                 |
| 2012年（平成24年）  | 3,393               | 602                 | 337                 |
| 2013年（平成25年）  | 3,386               | 585                 | 330                 |
| 2014年（平成26年）  | 3,281               | 585                 | 284                 |
| 2015年（平成27年）  | 3,327               | 578                 | 306                 |
| 2016年（平成28年）  | 3,381               | 634                 | 310                 |
| 2017年（平成29年）  | 3,405               | 860                 | 350                 |
| 2018年（平成30年）  | 3,317               | 663                 | 324                 |
| 2019年（令和元年）  | 3,241               | 651                 | 383                 |
| 2020年（令和02年）  | 2,507               | 468                 | 247                 |
| 2021年（令和03年）  | 2,565               | 534                 | 239                 |
| 2022年（令和04年）  | 2,777               |                     |                     |
| 2023年（令和05年）  | 2,943               |                     |                     |

### 年度別1日平均乗降人員（1998年度以降）
- 関東鉄道 - 2022年度の1日平均乗降人員は1,172人である[16][筑西 1]。
- 真岡鐵道 - 2021年度の1日平均乗降人員は483人である[筑西 1]。

1998年度以降の推移は以下のとおりである。
| 1日平均乗降人員推移 | 1日平均乗降人員推移 | 1日平均乗降人員推移 |
| 年度                | 関東鉄道            | 真岡鐵道            |
| ------------------- | ------------------- | ------------------- |
| 1998年（平成10年）  |                     | 1,082               |
| 1999年（平成11年）  |                     | 1,064               |
| 2000年（平成12年）  |                     | 1,052               |
| 2001年（平成13年）  |                     | 919                 |
| 2002年（平成14年）  |                     | 739                 |
| 2003年（平成15年）  |                     | 689                 |
| 2004年（平成16年）  |                     | 648                 |
| 2005年（平成17年）  |                     | 723                 |
| 2006年（平成18年）  |                     | 651                 |
| 2007年（平成19年）  | 1,105               | 613                 |
| 2008年（平成20年）  | 1,245               | 719                 |
| 2009年（平成21年）  | 1,105               | 613                 |
| 2010年（平成22年）  | 819                 | 726                 |
| 2011年（平成23年）  | 988                 | 683                 |
| 2012年（平成24年）  | 1,133               | 673                 |
| 2013年（平成25年）  | 1,096               | 655                 |
| 2014年（平成26年）  | 1,089               | 589                 |
| 2015年（平成27年）  | 1,085               | 579                 |
| 2016年（平成28年）  | 1,197               | 591                 |
| 2017年（平成29年）  | 1,452               | 744                 |
| 2018年（平成30年）  | 1,253               | 662                 |
| 2019年（令和元年）  | 1,239               | 737                 |
| 2020年（令和02年）  | 897                 | 444                 |
| 2021年（令和03年）  | 1,027               | 483                 |
| 2022年（令和04年）  | 1,172               |                     |

## 駅周辺
当駅は下館市街地の南端にある。北口・南口ともにタクシー乗り場がある。下館の街は、筑西市合併後も下館と呼ばれ、当駅を始め学校や行政機関、様々な施設名などにもその名が使用されているが、正式地名としての「下館」は存在していない。
市街地の地番は地名抜きで甲乙丙の順につけられているが、通常「大町」「稲荷町」「金井町」などの通称地名で呼ばれ、地名を示す標識には括弧書きで通称地名（例：甲（大町））が記載されている。例えば、筑西市役所のある地点は筑西市「丙」であるが、通称地名でいうと「田中町」にあたる。
市街地には石蔵造りや大正モダン風の建物など江戸時代から昭和初期にかけての年代物の建築物が混在している。

### 北口
- 稲荷町通り
- 大町通り
- 下館SPICA
  - 筑西市役所
- 下館駅前郵便局
- 下館大町郵便局
- アルテリオ
  - しもだて美術館
- 下館簡易裁判所
- 下館税務署
- 細谷高等専修学校
- 茨城県立下館第一高等学校・附属中学校
- 明秀学園日立高等学校通信制下館キャンパス
- 下館羽黒神社
- しもだてアパートメント
- 人面付壺形土器モニュメント[17]
- 加波山事件志士の墓[18]
- 下館駅前広場駐車場

### 南口
- 下館郵便局
- 下館丸共青果地方卸売市場
- ホテルニューつたや
- ビジネスホテルSANTA
- ホテル新東
- グランド麗都
- 筑西市シルバー人材センター
- 自衛隊茨城地方協力本部筑西地域事務所

## バス路線
昭和期には関東鉄道のほか東武バス・東野交通などの路線バスが乗り入れ、宇都宮市・小山市方面、市内各地や旧真壁郡内へ向かうバス路線が乗り入れていた。徐々に路線は廃止され、2008年（平成20年）4月1日に明野町役場・真壁駅・関東鉄道つくば北営業所（筑波山口）などへ向かう関鉄パープルバスの路線バス3系統が廃止されたのを最後に当駅を発着する路線バスが一時全廃となった。
2011年（平成23年）の東日本大震災発生時には、不通となったJR水戸線に並行するバスを関東鉄道が独自に運行した。
2014年（平成26年）7月22日に、運転免許センターに向かう高速バス「急行わかば号」が当駅を経由する新たなルートで運行することになり、季節運行ではあるが当駅乗り入れ路線バスが設定されることになった。
2016年（平成28年）10月1日からは、当駅から筑波山口へ向かう筑西市広域連携バスの実証実験運行が開始され、これにより8年ぶりに毎日運行の路線バスが復活した。以後、筑西市による実証実験路線の新設や経路見直しなどが毎年行われている。

### 北口
広域連携バス等（関東鉄道運行）
- 筑西市広域連携バス
  - 筑波山口行き
- 筑西市地域内運行バス（平日日中のみ）
  - 玉戸駅行き
- 筑西市道の駅循環バス
  - 下館駅北口循環 内回り・外回り（一部便は小松崎病院前、道の駅グランテラス筑西、茨城県西部メディカルセンター止まり）

### 南口
- 筑西市地域内運行バス（土休日・平日朝夕のみ、関東鉄道）
  - 玉戸駅行き
- 高速バス「桜川・筑西ライナー」（茨城交通）
  - 東京駅鍛冶橋駐車場行き

2020年8月3日より全便運休中。

## 隣の駅
東日本旅客鉄道（JR東日本）
■水戸線
玉戸駅 - 下館駅 - 新治駅
真岡鐵道
■真岡線
- 「SLもおか」発着駅

下り 6103列車（「SLもおか」運転日のみ）
下館駅 → 折本駅
普通
下館駅 - 下館二高前駅
関東鉄道
■常総線
■快速
下妻駅 - 下館駅
■普通
大田郷駅 - 下館駅

### 記事本文